# Rachel Ruysch
Rachel Ruysch, nizozemska slikarka, * 1664, Haag, † 1750.